# Malad City
Malad City är administrativ huvudort i Oneida County i den amerikanska delstaten Idaho. Malad City är administrativ huvudort (county seat) i Oneida County. I Malad City firas årligen de walesiska invandrare som kom till den omkringliggande dalen på 1860-talet i Malad Valley Welsh Festival.

## Kända personer från Malad City
- John V. Evans, politiker, guvernör i Idaho 1977–1987